# 苫小牧発電所
苫小牧発電所（とまこまいはつでんしょ）は、北海道苫小牧市真砂町27-3にある北海道電力の石油・天然ガス火力発電所。

## 概要
北海道電力初の石油火力発電所として、1973年11月に1号機が運転を開始した。
2009年11月には原油価格上昇と環境問題への対応を考慮し、天然ガス混焼のための改良工事を実施、天ガス混焼運転を開始した。なお、天然ガスは北海道産エネルギーである勇払天然ガスを使用しており、石油資源開発と売買契約を締結、同社敷設のパイプラインにて供給を受けている。
同じ敷地内に苫小牧共同火力発電所があり、両発電所とも北海道パワーエンジニアリングが運営管理を行っている。
北本連系線の30万㎾増強(2019年3月運転開始)や、石狩湾新港発電所1号機運転開始(2019年2月)により、需給のひっ迫が緩和されることに伴い、2019年2月に緊急設置電源は廃止される予定であったが、その後需要の低迷で、廃止が1年半前倒しされることになった。

## 発電設備
1号機
定格出力：25万kW
使用燃料：重油、原油、天然ガス
営業運転開始：1973年（昭和48年）11月
天然ガス混焼開始：2009年（平成21年）11月17日

### 緊急設置電源
2012年夏の需給対策として、緊急設置電源を導入することを発表し、7月16日に運転を開始した。2017年10月で廃止。
- 総出力：7万4,380kW

2号ディーゼル～83号ディーゼル（緊急設置電源）
発電方式：ディーゼル発電方式（内燃力発電）
定格出力
　1,030kW × 26台　（リース）　※2～27号
　　850kW × 56台　（リース）　※28～83号
使用燃料：軽油
熱効率
　35.8%（低位発熱量基準）　※2～27号
　35.1%（低位発熱量基準）　※28～83号
営業運転期間：2012年7月16日～2017年10月25日